# Shaw Charity Classic
De Shaw Charity Classic is een jaarlijks golftoernooi in Canada, dat deel uitmaakt van de Champions Tour. Het vindt sinds 2013 telkens plaats op de Canyon Meadows Golf & Country Club in Calgary, Alberta.
Het toernooi wordt gespeeld in een strokeplay-formule met drie ronden en er is geen cut.

## Geschiedenis
In 2013 werd het toernooi opgericht als de Shaw Charity Classic en de eerste editie werd gewonnen door de Amerikaan Rocco Mediate. Sinds de oprichting wordt het toernooi georganiseerd in de maand augustus.

## Winnaars
| Jaar | Winnaar         | Score | Score | Info                              |
| ---- | --------------- | ----- | ----- | --------------------------------- |
| 2013 | Rocco Mediate   | 191   | –25   |                                   |
| 2014 | Fred Couples po | 195   | –15   | Won de play-off van Billy Andrade |

| Toernooirecord |  | po = winnaar na play-off |